# Joan Lind
Pour les articles homonymes, voir Lind.
Joan Lind Van Blom, née le 26 septembre 1952 à Long Beach (Californie) et morte le 28 août 2015, est une rameuse d'aviron américaine. 

## Carrière
Joan Lind est médaillée d'argent de skiff aux Jeux olympiques de 1976 à Montréal et médaillée d'argent de quatre barré aux Jeux olympiques de 1984 à Los Angeles (avec Lisa Rohde, Anne Marden, Ginny Gilder et Kelly Rickon).